# Chiltern
Chiltern este un district nemetropolitan în Regatul Unit, în comitatul Buckinghamshire din regiunea South East, Anglia.

## Orașe din cadrul districtului
- Amersham
- Chesham